# کاشاسا

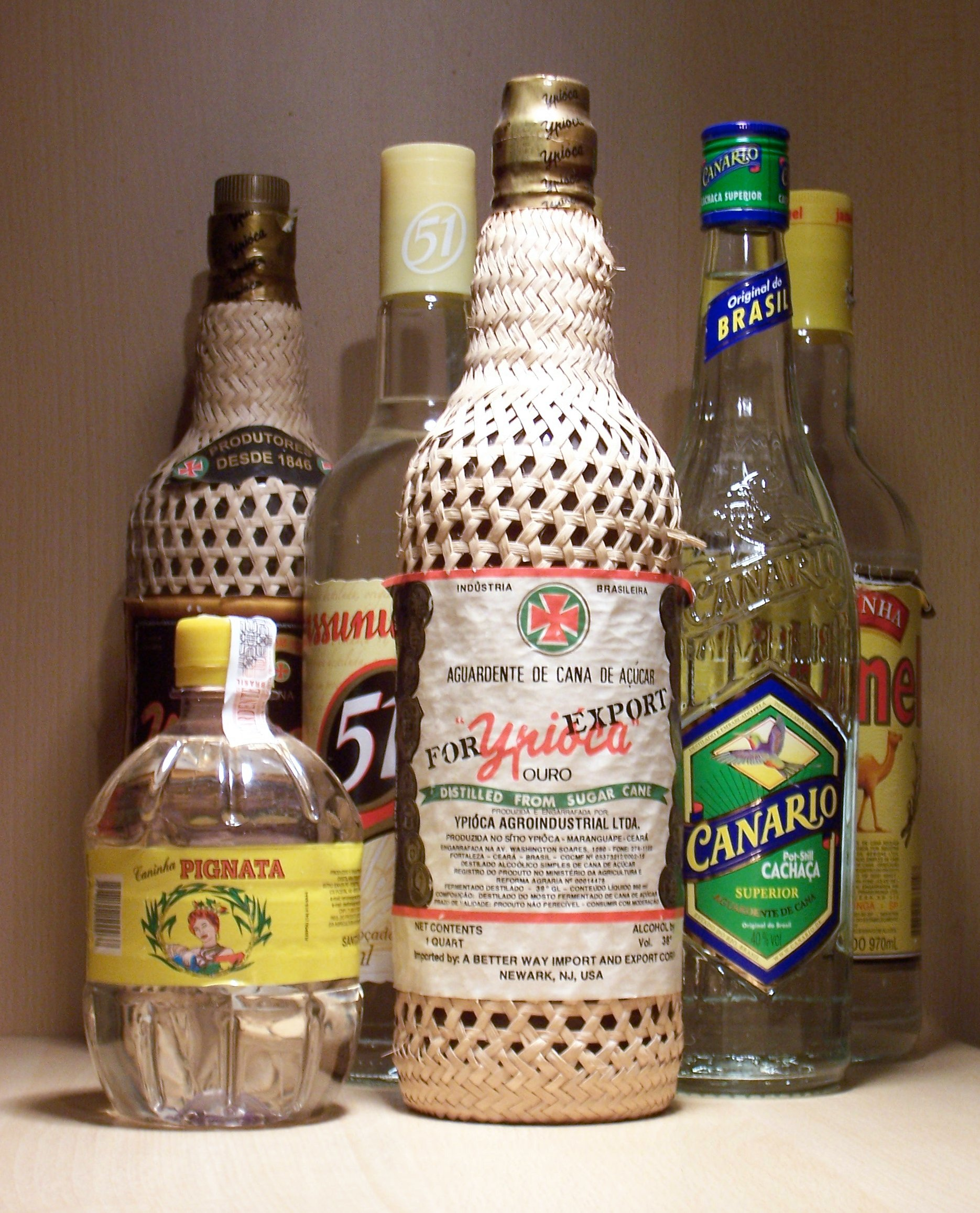
چند گونه کاشاسا

کاشاسا (به پرتغالی: Cachaça) محصولی تقطیری از نیشکر است. این مشروب الکلی از نوشیدنیهای ملی و سنتی برزیل است.